# 國立虎尾科技大學
國立虎尾科技大學 （英文：National Formosa University），簡稱虎科、虎科大、虎尾科大、NFU，別稱國立福爾摩沙大學，位於雲林縣虎尾鎮的國立科技大學。前身為雲林工專，為昔日三大工專之一。目前設有工程、管理、電機資訊、文理四個學院。為雲林國立大學聯盟以及臺灣國立大學系統成員。

## 校史
國立虎尾科技大學第一校區南半部，最初為台灣日治時期設置的「五間厝尋常高等小學校」，限日籍學童就讀，臺灣人不得就讀，1921年改名為「虎尾尋常高等小學校」。北半部則為1930年代末期設立的「虎尾家政女子學校」。戰後，尋常高等小學校廢校，1946年在其原址設「臺南縣立虎尾初級中學」，後改組為男校「臺灣省立虎尾中學」（文化路64號）。1979年，省立虎尾中學與虎尾女中合併，遷校至虎女校址，為今日位於光復路222號的國立虎尾高級中學。
在地方要求下，因應國家工業發展之需求，台灣省教育廳於1980年5月即開始籌設工業專科學校，到了7月正式創校，校名為「臺灣省立雲林工業專科學校」。依照經建會評估，當時台灣最欠缺屬機電人才，故建校採「單類多科」方式設校，起初僅設置機械製造科、機械材料科、機械設計科、動力機械科、電機工程科，均為五專日間部的工業類科系，直到多年後才陸續成立不同的科系，其首任校長為張天津博士（曾任省立海山高工、國立台北工專、國立台北技術學院及改制後國立台北科技大學首任校長）。創校之初，張天津即制定以「誠正精勤」精神象徵作為校訓。
1981年 省立專科學校均改隸為國立專科學校，由教育部統掌事權，省立台北工專、省立雲林工專及省立高雄工專統一改隸為國立專科學校，省立雲林工專改名配合更名為「國立雲林工業專科學校」。英文校名為National Yunlin Institute of Technology，簡 NYIT。
1987年張天津校長轉任國立臺北工專校長，由余政光博士接任第二任校長。
1991年國立雲林技術學院成立之後，NYIT的英文校名讓國立雲林技術學院使用。國立雲林工專改為National Yunlin Polytechnic Institute，簡稱NYPI。
1997年升格為技術學院，將校名改為「國立虎尾技術學院」
1999年余政光校長任南開技術學院董事長，由陳豐村教務長代理校長職務。10月，林見昌博士接任了第三任校長。
2001年該校提出改制科技大學之申請，教育部同意籌備一年。
2003年教育部決議通過改名科技大學之申請，呈報行政院並奉淮，自此校名更改為「國立虎尾科技大學」。
2004年改名為「國立虎尾科技大學」。英文校名初為National Hu-wei University of Science and Technology，簡稱NHUST；翌年英文校名改稱National Formosa University，簡稱 NFU。
2005年林見昌校長任期屆滿，教育部核定教務長蔡永利教授擔任代理校長。
2006年林見昌博士退休，由林振德博士接任第四任校長，並遴選蔡永利教授擔任行政副校長。2007年2月借調國立交通大學李安謙教授擔任學術副校長。往後校方為了提升虎科大的國際視野與互動性，比過去更為積極發展產學合作、國際學術交流等，跟國內數家廠商簽約產學合作，以及跟日本、美國等校簽訂姊妹學校，也舉辦學術演講、國際性與全國性研討會，加強國際學術互訪。
2011年獲行政院同意設置新校區，籌備處於10月25日揭牌。
2012年行政院同意撥用土地17.181公頃，在虎尾高鐵特定區建設新校區。
2013年林振德退休，由覺文郁接任第五任校長，並遴選沈金鐘教授擔任副校長。
2018年因應政府政策，預計與包括昔日三大工專（另二所為今臺北科大、高雄科大）等9所學校重啟五專部，將設立「精密機械工程科」（新五專），開啟精密機械工程科與p-tech的國際教學模式合作。爾後因應AI時代來臨，資訊工程系於2020年設立五專部「資訊工程科」。
。

## 歷任校長
| 任別 | 姓名   | 擔任期間             | 最高學歷                           | 備註                                                                               |
| ---- | ------ | -------------------- | ---------------------------------- | ---------------------------------------------------------------------------------- |
| 1    | 張天津 | 1980年─1989年        | 美國賓州州立大學工業教育博士       | 1989年調任國立台北工專校長，後為國立台北科技大學改制後首任校長，於該校任期長達12年 |
| 2    | 余政光 | 1989年8月─1999年     | 英國渥立克大學電機博士             | 1999年6月任南開技術學院董事長，2002年任高鳳技術學院校長                            |
| 3    | 林見昌 | 1999年10月─2005年    | 美國喬治亞理工學院工程科學博士     | 2005年10月任期屆滿                                                                 |
| 4    | 林振德 | 2006年2月─ 2013年    | 美國奧克拉荷馬大學機械博士         | 2013年8月退休                                                                      |
| 5    | 覺文郁 | 2013年8月─ 2021年8月 | 英國曼徹斯特理工學院機械工程博士   | 2021年8月任期屆滿                                                                  |
| 6    | 張信良 | 2021年8月-           | 台灣國立交通大學機械工程研究所博士 |                                                                                    |

## 學院系所
| 工程學院 | 動力機械工程系（含機械與機電工程博士班、碩士班、碩士在職專班） | 材料科學與工程系（含材料科學與綠色能源工程碩士班、碩士在職專班） |
| 工程學院 | 機械與電腦輔助工程系（含碩士班、碩士在職專班）                 | 自動化工程系（含碩士班）                                         |
| 工程學院 | 機械設計工程系（含碩士班）                                     | 車輛工程系（含碩士班）                                           |
| 工程學院 | 飛機工程系（含航空與電子科技碩士班）                           | 精密機械工程科（五專）                                           |

| 電機資訊學院 | 光電工程系（含光電與材料科技研究博士班、碩士班、碩士在職專班） | 電機工程系（含碩士班、碩士在職專班） |                    |
| 電機資訊學院 | 資訊工程系（含碩士班）                                         | 電子工程系（含碩士班）               | 資訊工程科（五專） |

| 管理學院 | 工業管理系（含工業工程與管理碩士班、碩士在職專班） | 資訊管理系（含碩士班、碩士在職專班）         |
| 管理學院 | 財務金融系（含碩士班）                             | 企業管理系（含經營管理碩士班、碩士在職專班） |

| 文理學院 | 生物科技系（含碩士班） | 休閒遊憩系（含碩士班）                   |
| 文理學院 | 應用外語系             | 多媒體設計系（含數位內容創意產業碩士班） |
| 文理學院 | 農業科技系             |                                          |

## 研究單位
| 研究單位 | 研究總中心               | 光機電精密科技教學中心   |
| 研究單位 | 光電顯示器技術研發中心   | 精密機械技術研發中心     |
| 研究單位 | 微機電設計與應用研發中心 | 創造力與創意設計教學中心 |
| 研究單位 | 環保暨安全衛生中心       | 能源科技學程中心         |
| 研究單位 | 技職認證資源中心         | 學生輔導諮商中心         |
| 研究單位 | 校務發展中心             | 校園整體規劃中心         |
| 研究單位 | 貴重儀器中心             | 技術轉移中心             |
| 研究單位 | 創新育成中心             | 語言教學中心             |
| 研究單位 | 數位學習中心             | 通識教育中心             |
| 研究單位 | 航空維修訓練中心         | 無人飛機研發中心         |
| 研究單位 | 電算中心                 | 藝術中心                 |

## 學校象徵

### 校訓
- 誠：誠心誠意　誠實不欺
- 正：正直為人　正當行事
- 精：精準明確　精業湛成
- 勤：勤勞儉樸　勤學奮發[4]

### 校樹
校方並沒有規定以哪一種樹作為校樹，但是一般約定成俗以莿桐樹作為校樹。起因於校園內原有一棵百年莿桐老樹，於虎尾糖廠1910年設廠時就已栽種。位於網球場旁的老樹被視為虎科大象徵之一，因此為了留樹，校方刻意將球場圍牆往後挪移興建。
為突顯出該樹在虎科大校史發展中的重要性，校方特地邀請雕塑家李承昌、廖文榮、李顏輝，以百年莿桐樹為主軸，創造「樹的脈絡」大型裝置藝術，「初生」則置於樹下，「轉折」在綜三館前方，「卓越」位於綜三館左側，旨在象徵虎尾科大從「初生」歷經「轉折」邁向「卓越」，而「樹的脈絡」正是虎科大發展的軌跡。
2007年5月，百年莿桐樹因染上褐根病及幼蜂蟲侵蝕，嚴重落葉，樹幹已被蟲蝕成兩半，幾近中空，且一半樹幹已經傾倒墜地。林務試驗所專家診斷結果是已經無可救藥，校方為了安全起見決定將該樹砍除，該樹從此也被雲林縣政府列管的珍貴老樹中除名。儘管百年莿桐樹已死，依然是虎尾科大意象之一。

### 校園環境

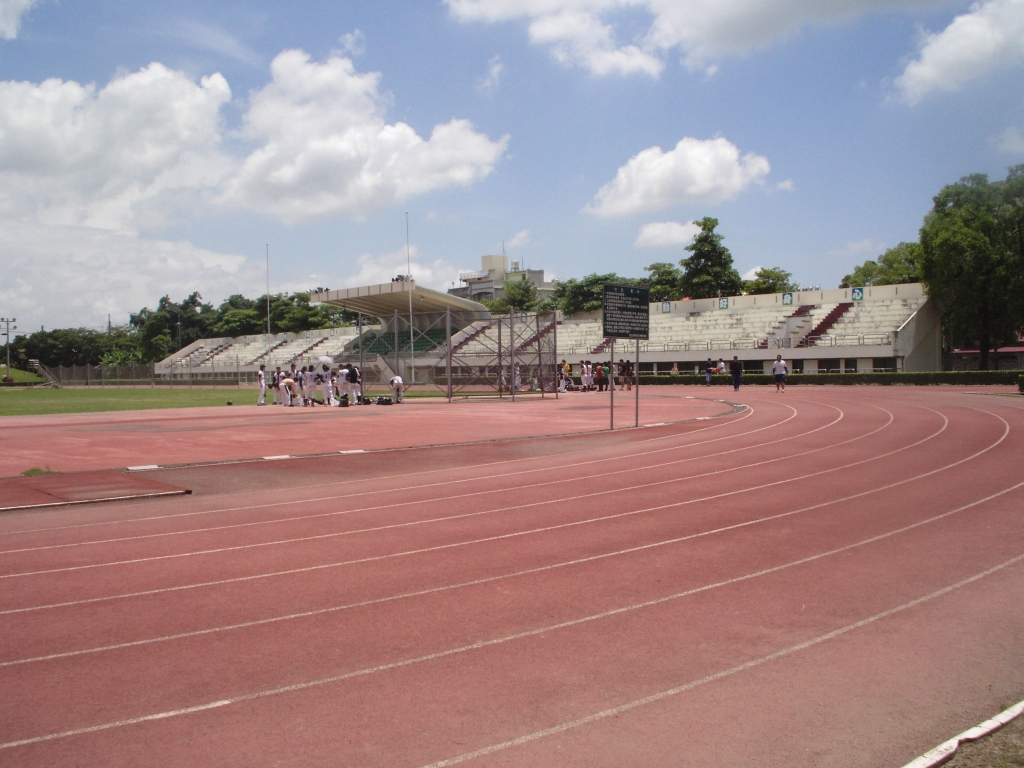
原為台糖甘蔗田的虎尾科大操場

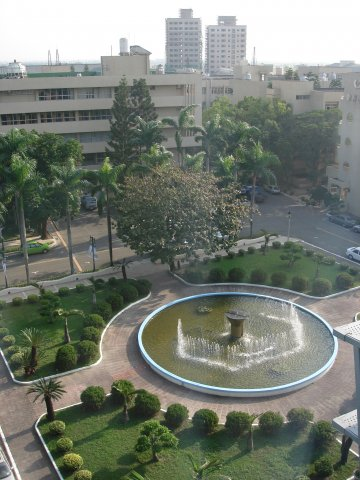
虎尾科大噴水池

虎尾科大全校地總面積為20.6公頃，而學生人數共11,056人，每人使用面積約為0.0018公頃，相較之下，如國立台灣科大(原校地12.0781公頃)、國立台北科大(原校地9.3公頃)及國立高雄應用科大(原校地9.8公頃)藉由徵收及新購土地慢慢擴充校區，虎尾科大為國立科技大學中土地使用面積最低者，因校地被數條馬路切割分區，建築形勢四分五裂，各學院與所系所的空間較為分散。現今虎尾科技大學正籌備擴大校地，設立高鐵雲林站特定區之興中分部籌備處。
虎科大各科系皆設有系館、專業教室等等，並有現代化校園網際網路。校園依據馬路切割分區，文化路兩旁分別是第一教學區與第二教學區，第二教學區又隔著民主路與第三教學區相鄰。
第一教學區面積是三個教學區中最大的，也是虎尾科大最早的校地。至今依然可見證到時代新舊變遷的交替，早期雲林工專的痕跡仍在，近期虎尾技術學院的痕跡也顯然可見，為虎尾科技大學之最核心的校區，大多數建築均位於此，如：圖書館、學生活動中心、紅樓、綠館、飛機館、機械工程館、行政大樓、教學大樓。另外，在景觀餐廳建築之一樓設有郵局，在第二校區設有書局。
第二教學區以工業科系為主，設有科技研究中心、電機館等，而第三教學區則有最新建立的人文大樓、文理暨管理大樓。此外，還有游泳池、網球場、排球場、籃球場、田徑場等等活動設施，不僅提供虎科大學生運動，還吸引附近許多民眾來散步慢跑、休閒運動等等，為當地居民的運動場所之一。
早期校園設有圍牆，與當地居民互動不高。後來，校方意識到學校與社區之間需要多加互動，讓社區民眾更親近虎鎮科大，於是將文化路兩側之圍牆拆除改建。
學生宿舍不在虎尾科大校區之內，而是位於離校區約600公尺的雲林縣虎尾鎮工專路103號上。宿舍床位總共2,118位，分為女一舍（582床）、男二舍（710床）、男三舍（826床）提供虎科大學生申請住宿，若申請人數過多將由電腦隨機抽籤分配。此外，學務處生輔組亦提供校外租屋資料供學生參考。男二舍與男三舍，每間住宿5人；女一舍每間住宿4人。宿舍區另設學習資源中心，內有數十台電腦供學生進行數位課程以及英語視聽學習，也設有討論區供同學自由討論的互動空間，和自學區提供寧靜讀書空間。學生宿舍並設有森林區、健康步道、籃球場、立體停車場等，也成為當地居民的運動場所之一。

## 學生社團活動

### 社團分類
- 學生會
- 自治性社團
- 服務性社團
- 聯誼性社團
- 學藝性社團
- 康樂性社團
- 體能性社團

### 社團發展

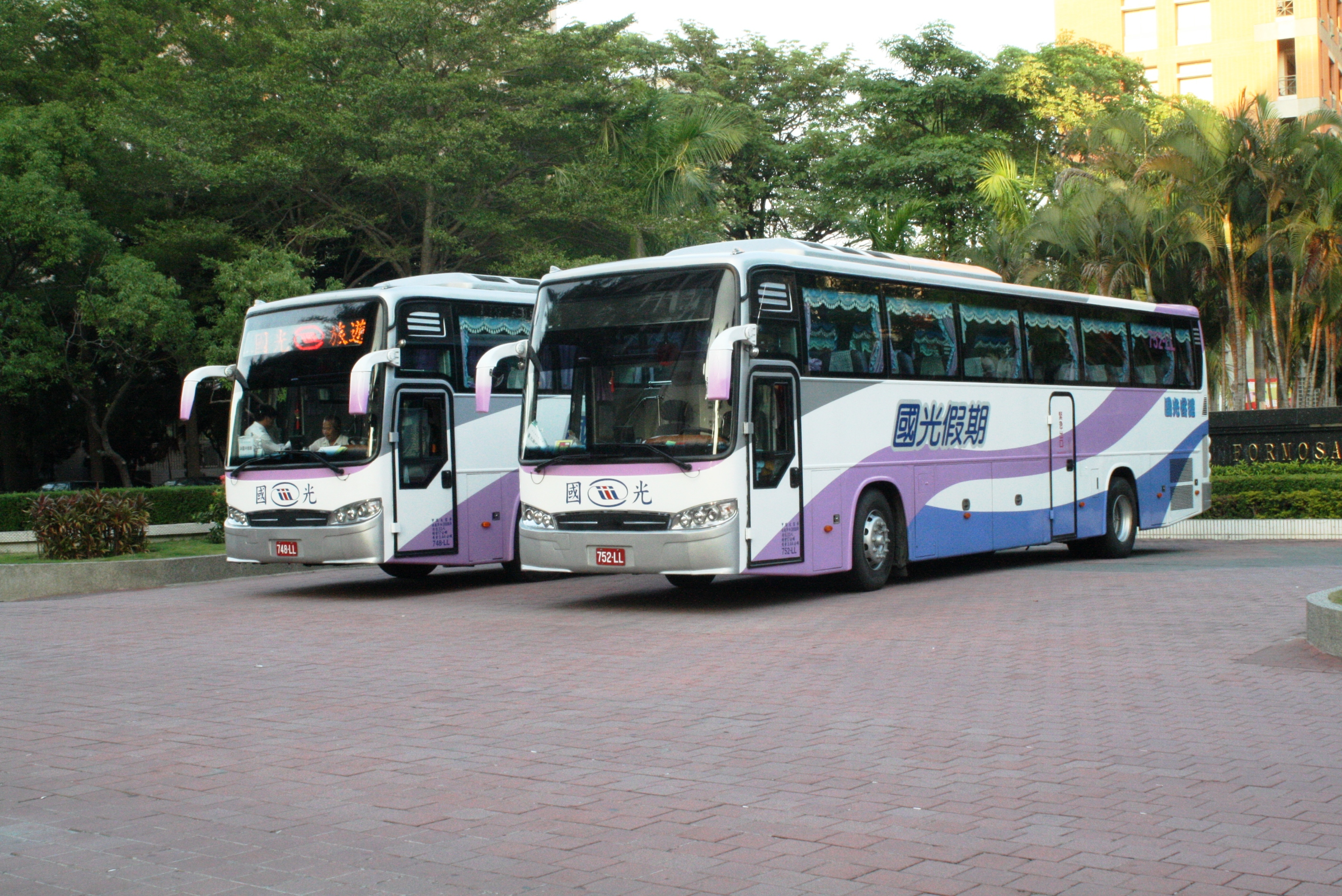
2009年 學生會返鄉專車 攝於虎科大正門口

- 1980年12月19日，最初創立學生社團「青年炬光社」，青年炬光社乃一服務性社團，成立宗旨乃在端正青年學生品德思想，飲水思源回饋社會鄉里。青年炬光社除了社會慈善運動的參予和發聲，也協助學校推動校園服務人員與各社團幹部養成工作。
- 1990年3月台灣發生野百合學運，讓各大專院校開始正視學生意見，雲林工專於該年成立學生代表會，開使校園活動有所謂的立法及監督權與原有行政權的學生活動中心並存，為全國專科學校首創，為學生會的前身。
- 2002年學生活動中心改制學生會（全名：國立虎尾科技大學學生會）。次年規劃設立行政中心、學生議會、評議委員會三個部會，分別代表行政、立法、司法功能；校內師生通常稱行政中心為學生會。
- 2012年12月5日台灣各地發生反媒體壟斷運動，應外系大四學生趁拍攝畢業照之際，邀請時任校長及校內主管拍攝標語「反對媒體壟斷 我在虎科 守護台灣」畢業合照。同月19日，學生自發性於四期大樓空地前舉辦「我在虎科，反媒體壟斷！」活動，表達技職學生參與公共事務的熱忱。[8]
- 2014年3月18日台灣發生太陽花學運，虎科大學生於網路集結同好，另外校友協助下租用遊覽車北上立法院參與學生運動。[9]

## 榮譽
- 2018年獲教育部高等教育深耕計畫補助2億2684萬元，名列科技大學第三名，彰雲嘉大學之冠。 （页面存档备份，存于）
- 2017年獲科技部國際產學聯盟計畫，為彰雲嘉唯一通過學校。 （页面存档备份，存于）
- 《Cheers》雜誌 2017年2000大企業最愛大學生Top30排名第二十四，技職排名第六名。 [10]
- 《Cheers》雜誌 2016年2000大企業最愛大學生Top30排名第二十五，技職排名第五名。 [11]
- 2016年1111人力銀行調查「2016雇主最滿意大學」，獲得公立技職第九名。雲嘉南地區科技校院第二名。[12]
- 2014年11月，國立虎尾科技大學機械設計系師生組成兩支隊伍，參加「國際奧林匹克機器人大賽」（World Robot Olympiad, WRO），從46個參賽國家中脫穎而出，分別獲得大專組世界冠軍以及第四名的佳績，成為機器人界的「台灣之光」。[13]
- 2014年10月，《遠見雜誌》於「全台碩士班畢業生就業率調查」顯示科技大學排行榜，國立虎尾科技大學名列就業率第一名。[14]

- 2007年5月21日，教育部公佈「2006年度技專校院評鑑結果」，虎尾科大有22個單位獲得1等，包括總體行政類一等，3個學院1等，以及18個系所1等，而有2個單位獲得2等，一等的比率高達91.66%，為被評鑑的科技大學中排名最佳。[15][16][17][18]
- 2013年獲教育部「發展典範科技大學計畫」計6000萬補助[19]，2006 至2012年間均獲教育部「技職校院獎勵大學教學卓越計畫」補助，2006年表現優異，獲新臺幣7千萬元的補助，補助金額與國立臺北科技大學相同，為被獲補助的科技大學中第二佳。[20][21]
- 虎尾科大在技術移轉件數及金額上挺為豐碩。2006年教育部推動技專校院產學合作計畫，虎尾科大件數14件，核定金額7,360,000新臺幣，為技專校院中最多。[22]，而在2002年─2005年，技術移轉收入為技專院校第二。[23]

## 外部連結
- 國立虎尾科技大學網站* 國立虎尾科技大學學生會
- （页面存档备份，存于）
- 大專校院校務資訊公開平台（页面存档备份，存于）